# تاریخ‌نگاری وبری
تاریخ‌نگاری وبری که روش تاریخ نگاری ماکس وبر جامعه‌شناس و تاریخ پژوه آلمانی است . ماکس وبر متأثر از جریان اثبات گرایی ؛ سعی داشت که از تاریخ خرافه زدایی کند ؛ برای رسیدن به نتیجه لازم، به یک شهود عملی با تجربه مستقیم نیاز است . در روش وبر تاریخ فاقد ارزش پذیری است . حتی ارزش‌های دولتی پروس لئوپولد فون رانکه به آن عقیده داشت را نفی می‌کند . 